# Европско првенство у атлетици на отвореном 1990 — маратон за мушкарце
Маратон у мушкој конкуренцији на Европском првенству у атлетици 1990. одржано је 1. септембра на улицама Сплита.
Титулу освојену 1986. у Штутгарту, одбранио је Ђелиндо Бордин из Италије.

## Земље учеснице
Учествовало је 37 такмичара из 19 земаља. 
1. Аустрија (1)
2. Белгија (2)
3. Грчка (2)
4. Данска (1)
5. Западна Немачка (2)
6. Италија (3)
7. Ирска (3)
8. Југославија (2)
9. Лихтенштајн (1)
10. Луксембург (1)
11. Мађарска (1)
12. Пољска (1)
13. Португалија (3)
14. Совјетски Савез (3)
15. Уједињено Краљевство (3)
16. Француска (2)
17. Холандија (3)
18. Чехословачка (1)
19. Шпанија (2)

## Рекорди
| Рекорди пре почетка Европског првенства 1990. | Рекорди пре почетка Европског првенства 1990. | Рекорди пре почетка Европског првенства 1990. | Рекорди пре почетка Европског првенства 1990. | Рекорди пре почетка Европског првенства 1990. | Рекорди пре почетка Европског првенства 1990. |
| --------------------------------------------- | --------------------------------------------- | --------------------------------------------- | --------------------------------------------- | --------------------------------------------- | --------------------------------------------- |
| Најбољи резултат на свету                     | Belayneh Dinsamo                              | Етиопија                                      | 2:06:50                                       | Ротердам, Холандија                           | 17. април 1988.                               |
| Европски рекорд                               | Карлос Лопес                                  | Шпанија                                       | 2:07:12                                       | Ротердам, Холандија                           | 20. април 1985.                               |
| Рекорди европских првенстава                  | Леонид Мосејев                                | Совјетски Савез                               | 2:11:57                                       | Праг, Чехословачка                            | 3. септембар 1978.                            |
| Најбољи светски резултат сезоне               | Ђелиндо Бордин                                | Италија                                       | 2:08:19                                       | Бостон, САД                                   | 16. април 1990.                               |
| Најбољи европски резултат сезоне              | Ђелиндо Бордин                                | Италија                                       | 2:08:19                                       | Бостон, САД                                   | 16. април 1990.                               |

## Најбољи резултати у 1990. години
Најбоље атлетичари у маратону 1990. године пре почетка европског првенства (26. августа 1990) заузимале су следећи пласман на европској и светској ранг листи (СРЛ).
| 1. | Ђелиндо Бордин        | Италија          | 2:08:19 | 16. април   | 2. СРЛ  |
| 2. | Алистер Хатон         | Велика Британија | 2:10:10 | 22. април   | 9. СРЛ  |
| 3. | Јан Хурук             | Пољска           | 2:10:16 | 22. април   | 10. СРЛ |
| 4. | Салваторе Бетиол      | Италија          | 2:10:40 | 22. април   | 16. СРЛ |
| 5. | Хуан Франсиско Ромера | Шпанија          | 2:10:48 | 22. април   | 10. СРЛ |
| 6. | Мајкл О’Рајли         | Велика Британија | 2:11:05 | 22. април   | 25. СРЛ |
| 7. | Јаков Толстиков       | Совјетски Савез  | 2:11:07 | 22. април   | 26. СРЛ |
| 8. | Џон Трејси            | Ирска            | 2:11:23 | 12. фебруар | 28. СРЛ |
| 9. | Богуслав Псујек       | Пољска           | 2:10:56 | 4. фебруар  | 37. СРЛ |
| 9. | Владимир Котов        | Совјетски Савез  | 2:12:07 | 20. мај     | 42. СРЛ |
|    |                       |                  |         |             |         |
|    | Мирко Виндиш          | Југославија      |         |             |         |
|    | Саво Алемпић          | Југославија      |         |             |         |

Такмичари чија су имена подебљана учествовали су на ЕП.

## Освајачи медаља
|                        |                   |                            |
| Ђелиндо Бордин Италија | Ђани Поли Италија | Доминик Шовелије Француска |

## Резултати

### Финале
| Пласман | Атлетичар              | Земља                | Резултат | Белешка |
| ------- | ---------------------- | -------------------- | -------- | ------- |
|         | Ђелиндо Бордин         | Италија              | 2:14:02  |         |
|         | Ђани Поли              | Италија              | 2:14:55  |         |
|         | Доминик Шовелије       | Француска            | 2:15:20  |         |
| 4.      | Салваторе Бетиол       | Италија              | 2:17:45  |         |
| 5.      | Хосе Естебан Монтијел  | Шпанија              | 2:17:51  |         |
| 6.      | Џеф Вајтман            | Уједињено Краљевство | 2:18:01  |         |
| 7.      | Карел Давид            | Чехословачка         | 2:18:05  |         |
| 8.      | Мануел Матиас          | Португалија          | 2:18:52  |         |
| 9.      | Конрад Доблер          | Западна Немачка      | 2:19:36  |         |
| 10.     | Хуан Франсиско Ромера  | Шпанија              | 2:19:58  |         |
| 11.     | Чаба Сиц               | Мађарска             | 2:20:48  |         |
| 12.     | Мирко Виндиш           | Југославија          | 2:21:05  |         |
| 13.     | Рустам Шагијев         | Совјетски Савез      | 2:21:49  |         |
| 14.     | Марти тен Кате         | Холандија            | 2:21:55  |         |
| 15.     | Roy Dooney             | Ирска                | 2:22:58  |         |
| 16.     | Willy Van Huylenbroeck | Белгија              | 2:24:23  |         |
| 17.     | Саво Алемпић           | Југославија          | 2:25:50  |         |
| 18.     | Рајнер Вахенбрунер     | Западна Немачка      | 2:26:10  |         |
| 19.     | Џон Фицџералд          | Ирска                | 2:28:11  |         |
| 20.     | Равил Кашапов          | Совјетски Савез      | 2:28:49  |         |
| 21.     | Хелмут Шмук            | Аустрија             | 2:30:28  |         |
| 22.     | Eddy Hellebuyck        | Белгија              | 2:32:23  |         |
| 23.     | Дик Хупер              | Ирска                | 2:32:36  |         |
| —       | Јаков Толстиков        | Совјетски Савез      | НЗ       |         |
| —       | Спиридон Андриопулос   | Грчка                | НЗ       |         |
| —       | Јан Хурук              | Пољска               | НЗ       |         |
| —       | Justin Gloden          | Луксембург           | НЗ       |         |
| —       | Жоаким Пињеиро         | Португалија          | НЗ       |         |
| —       | Христос Папахристос    | Грчка                | НЗ       |         |
| —       | Висенте Антон          | Шпанија              | НЗ       |         |
| —       | Pascal Zilliox         | Француска            | НЗ       |         |
| —       | Roland Wille           | Лихтенштајн          | НЗ       |         |
| —       | Херард Нејбур          | Холандија            | НЗ       |         |
| —       | Тибор Бајер            | Мађарска             | НЗ       |         |
| —       | Петер Дал              | Данска               | НЗ       |         |
| —       | Жувенал Рибеиро        | Португалија          | НЗ       |         |
| —       | John Vermeule          | Холандија            | НЗ       |         |